# エウクネメサウルス
エウクネメサウルス（Eucnemesaurus）は、中生代三畳紀の南アフリカ共和国に生息していた原竜脚類に分類される恐竜。

## 概要
全長約8m、体重約1300kg。
発見当初は大型肉食恐竜のものと考えられており、断片的な大腿骨の化石標本は100年前に見つかっていたが、1985年にガルトンによって「アリワリア（アリワル（南アフリカの地名「アリワルノース」のもの）」と記載された。 名称はそのがっしりした脛骨から「すごい脛骨のとかげ」の意。